# Cannabis sativa ssp. sativa
Cânepa (Cannabis sativa ssp. sativa) este o subspecie a Cannabis sativa, specie care face parte din genul Cannabis, familia Cannabaceae. Cannabis Sativa sunt plante înalte și subțiri cu frunze înguste ce au o culoare verde deschis, și ramificații mari. Cresc foarte repede și pot să ajungă la o înălțime de peste 3 metri într-un singur sezon. Sativa provine din zone calde și umede din Columbia, Mexic, Thailanda și Orientul Mijlociu. Când a început înflorirea, durează aproximativ între 10-16 săptămâni pentru a ajunge la maturitate. Savoarea lor diferă de la o aromă dulcie la o aromă de fructe. Sativa au mai puțină clorofilă și mai mulți pigmenți.
Cânepa este o plantă textilă larg răspândită și folosită pentru obținerea fibrelor vegetale, care sunt întrebuințate în industria textilă pentru obținerea țesăturilor. Prin fibră vegetală, din punct de vedere tehnic se înțelege un grup de fibre sclerenchimatice anatomic individualizate. În cazul cânepii, ca și la alte plante industriale cultivate pentru fibre (ex. Linum usitatissimum, Boehmeria nivea) aceste fibre se extrag din tulpini printr-o tehnologie care cuprinde macerarea (topirea) părților nefibroase ale plantei și mai ales a tulpinilor. Această macerare sau topire se realizează cu ajutorul unor bacterii și ciuperci. Tehnica este cunoscută dinaintea epocii industriale când în comunitățile sătești plantele de in, cânepă erau cufundate în lacuri sau iazuri unde avea loc în mod natural acest proces. Fibrele obținute din plantele de cânepă cultivate au o lungime de la 5 la 55 cm lungime.